# Меркантилизъм
Меркантилизмът е икономическа теория, смятана за форма на икономическия национализъм , появила се в края на XV и началото на XVI век в Италия, но истинското си изражение намира в политиката на Англия след победата над Нидерландия.

## Понятие
Понятието меркантилизъм произлиза от латинската дума mercor – „купувам“ и mercary – „развивам търговия“. Съществуват ранен и късен меркантилизъм. При ранния водеща идея е при всяка сделка износът да надвишава вноса, а при късния е възможно и обратното, но като цяло годишният баланс на държавата да бъде положителен. Всичко се концентрира върху парите под формата на благородни метали. В основата на меркантилизма стоят следните принципи:
- богатството се създава от труда, но се изразява в злато и сребро;
- конкуренцията е вредна, тя трябва да се избягва и предотвратява;
- държавната власт е длъжна да привлече пари и да обезпечи монопола на националните търговци както на вътрешния, така и на външния пазар.

## Представители
Представители в Англия са били Уилям Стафорд (ранен) и Томас Ман (късен), във Франция – Жан Боден, Франсоа Кене, Антоан Монкретиен и Жан-Батист Колбер, в Италия – Антонио Сера, Бернардо Даванцати и Гаспари Скаруфи, в Германия – Йохан Бехер, Филип Вилхелм фон Хьоринг и Йохан Хайнрих Юстий и в Русия – Юрий Крижами и Иван Посошков.

## Принципи
Основни принципи на системата:
1. обращението на пари е основна сфера на стопанството;
2. абсолютна форма на богатството са парите (благородните метали);
3. останалите блага са богатство само ако се реализират в пари;
4. производството е само предпоставка за богатството;
5. непосредствен източник на богатство и печалби е обращението;
6. натрупването на богатството се извършва под формата на печалби от външната търговия или добива на благородни метали (виж и златна треска);
7. вътрешната търговия само разпределя това богатство.

## Приноси
Приносни моменти на меркантилистическата политика:
- богатството е не в парите като такива, а в определените способи за тяхното добиване и употреба;
- отдава приоритет на националната промишленост и на външната търговия за умножение на националното богатство;
- теорията на „паричния баланс“ се заменя с теорията на „търговския баланс“ при натрупване на капитала (Развит меркантилизъм);
- „парите отиват там, където се ценят повече“;
- международните търговски отношения се отъждествяват с тезата: „печалбата за едни е за сметка на загубата на други“.

## Предприемани мерки според идеологията на меркантилизма
- Високи мита, особено за промишлени стоки.
- Забрана на колониите да търгуват с други нации.
- Монополизиране на пазарите с щапелни права.
- Забрана за износ на злато и сребро, дори и за плащания.
- Забрана на търговията с чуждестранни кораби, например чрез Навигационни закони.
- Субсидии за износ.
- Насърчаване на манифактурното производство и промишлеността чрез директни субсидии.
- Ограничаване на заплатите.
- Увеличаване използването на вътрешни ресурси.
- Ограничаване на вътрешното потребление чрез нетарифни бариери пред търговията.